# Porthtowan

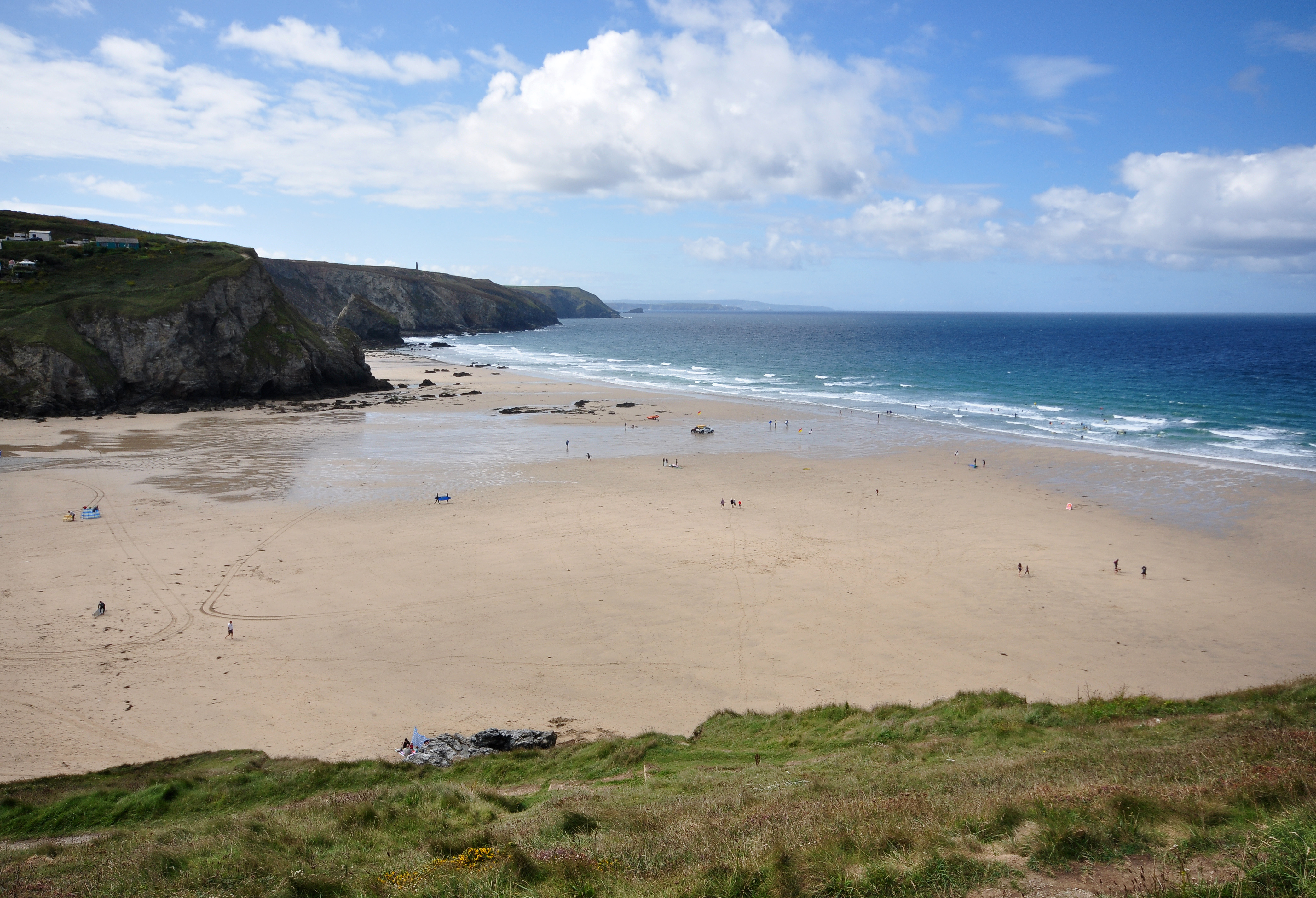
Spiaggia di Porthtowan

Porthtowan (in lingua cornica: Porth Tewyn) è una località balneare della costa atlantica della Cornovaglia (Inghilterra sud-occidentale), facente parte - dal punto di vista amministrativo - della parrocchia civile di St Agnes, nell'ex-distretto di Carrick.
La località ha un passato di villaggio minerario.

## Etimologia
Il toponimo Porthtowan/Porth Tewyn significa letteralmente "baia dalle spiagge sabbiose", essendo formato dalle parole in lingua cornica porth "baia", e tewynn, "duna".

## Geografia fisica

### Collocazione
Porthtowan si trova nella parte centrale della costa settentrionale della Cornovaglia, tra le località di St Agnes e Portreath (rispettivamente a sud/sud-ovest della prima e a nord/nord-est della seconda), a circa 15 km a sud/sud-ovest di Perranporth e a circa 15 km  ad ovest/nord-ovest di Truro.

## Storia
A partire dalla fine del XVIII secolo, Porthtowan conobbe un notevole sviluppo come villaggio minerario, grazie alla costruzione di una miniera per l'estrazione del rame, la Wheal Towan, di proprietà di un signore di Trelissick, Ralph Allen Daniell.
|  |  |

## Economia

### Turismo
La località è frequentata dagli amanti del windsurf.